# Murarhalli, Hubli
Murarhalli là một làng thuộc tehsil Hubli, huyện Dharwad, bang Karnataka, Ấn Độ.